# Heliconius metellus
Heliconius metellus är en fjärilsart som beskrevs av Gustav Weymer 1893. Heliconius metellus ingår i släktet Heliconius och familjen praktfjärilar. Inga underarter finns listade i Catalogue of Life.